# Glyphocrangon armata
Glyphocrangon armata is een garnalensoort uit de familie van de Glyphocrangonidae. De wetenschappelijke naam van de soort is voor het eerst geldig gepubliceerd in 2004 door Komai.